# حمام شیخ الاسلام
حمام شیخ الاسلام مربوط به دوره قاجار است و در کرمان، خیابان امام خمینی، کوچه شماه ۱۶ واقع شده و این اثر در تاریخ ۲۲ مرداد ۱۳۸۴ با شمارهٔ ثبت ۱۳۲۸۴ به‌عنوان یکی از آثار ملی ایران به ثبت رسیده است.